# علوان الشيباني

علوان الشيباني

علوان سعيد الشيباني هو مؤسس مجموعة العالمية، نائب رئيس الاتحاد اليمني للفنادق وعضو مجلس إدارة مجلس الترويج السياحي في اليمن.
يعد علوان الشيباني، أحد رجال الأعمال الذين كان لهم تأثيراً وحضور على المستويات الثقافية والأدبية والاجتماعية، إذ قدم الدعم لكثير من المثقفين والكُتًّاب.
تبنى علوان الشيباني، مشروعاً ثقافياً أطلق عليه “الآثار المتبادلة للهجرة اليمنية”، حيث بدأ العمل فيه في ديسمبر 2019.حيث عمل على هذا المشروع أكثر من 40 باحثاً وباحثة من الجامعات والمراكز البحثية في اليمن وخارجها، حيث استكمل في سبتمبر 2021، وهو قيد الطباعة والاخراج، وسيصدر عن مؤسسة الخير للتنمية الاجتماعية كموسوعة من تسعة أجزاء.

## حياته
وُلد الأستاذ علوان الشيباني مؤسّسُ مجموعةِ العالميةِ عام 1936م في قريةِ «المدهَف» بمحافظةِ تعز التي تبعد حوالي 256 كيلو مترا جنوبَ صنعاء. قصدَ الشيباني الحبشةَ مطلعَ العامِ 1950م للعمل فيها، حيث قضى فيها قرابةَ أربعةِ أعوامٍ، عادَ منها بعدَ ذلك إلى مدينة عدن عام 1954م ليكملَ فيها تعليمَه الأساسيّ في مدرسةِ بازرعة. مَنَحهُ نادي «الاتحاد الشيباني» في أكتوبر من عام 1956م منحةً دراسيةً لمواصلة تعليمِه في جمهوريةِ مصرَ
وفي العام 1954 عاد علوان إلى مدينة عدن ليكمل تعليمه الأساسي في مدرسة بازرعة. قبل أن يحصل عام 1956 على منحة من نادي الاتحاد الشيباني ليواصل تعليمه في مدينة طنطا. وسافر بمنحة دراسية عام 1962 إلى الولايات المتحدة الأمريكية وحصل على البكالوريوس في الاقتصاد والعلوم السياسية من جامعة كانساس عام 1969م.
ورجع إلى مدينة صنعاء قادما من أمريكا عام 1970، ليعمل فترة قصيرة في وزارة الخارجية، ثم سافر إلى مدينة عدن وعمل في مؤسسة عامة تختص بالتخطيط والإدارة، قبل أن يعود مجددا إلى صنعاء في العام 1974 للعمل في وكالة راشد للسفر.
وفي 1975 تعين مديرا تجاريا في شركة الخطوط الجوية اليمنية. ليبدأ بعدها بالعمل على مشروعه الاستثماري الخاص في العام 1983. حيث أسس حينها مجموعة العالمية للسفر والسياحة. وبذلك تحول خلال عقدين من الزمن إلى رجل السياحة الأول. إذ قام بتأسيس العديد من المنشآت السياحية في عدد من المحافظات.

## وفاته
توفي يوم الأربعاء 2022 في العاصمة البريطانية لندن. عن عمر ناهز 86 عاما.
 ونعاه كوكبة من مثقفي اليمن ورجال الأعمال وساستها.